# 찰스 조지 고든
찰스 조지 고든 (Charles George Gordon, 1833년 1월 28일 ~ 1885년 1월 26일) 은 영국의 군인이다.
스코틀랜드의 군인 집안에서 출생하였다. 육군사관학교를 졸업한 후 크림 전쟁에 참가하였다. 1860년 청나라에 파견된 이후에 태평 천국의 난의 평정에 참가하여 공을 세웠으며, 이집트 총독, 수단 지사를 거쳐 수단 총독이 되었다. 북아프리카의 통제에 전력, 수단의 반란 토민을 토벌하던 중에 전사하여 효수당했다.

## 참고 자료
- 이 문서에는 다음커뮤니케이션(현 카카오)에서 GFDL 또는 CC-SA 라이선스로 배포한 글로벌 세계대백과사전의 내용을 기초로 작성된 글이 포함되어 있습니다.